# Neuengönna
Neuengönna est une commune allemande de l'arrondissement de Saale-Holzland, Land de Thuringe.

## Géographie
Neuengönna se situe sur la Gönnerbach, là où elle se jette dans la Saale.
La commune comprend Neuengönna et Porstendorf.
| Hainichen Zimmern | Dornburg-Camburg |           |
| Lehesten          | Neuengönna       | Golmsdorf |
|                   | Iéna             |           |

Neuengönna se trouve sur la Bundesstraße 88 et sur la ligne de Großheringen à Saalfeld.

## Histoire
Les histoires de Neuengönna et Porstendorf sont liées. Vers 1250, les moines de Pforta reprennent les fermes de Porstendorf et Hummelstedt. 150 ans après, ils décident de créer une nouvelle communauté agricole au bout de la vallée de la Gönnerbach. Le village de Neu-Porstendorf puis plus tard de Neu-Gönna est mentionné pour la première fois en 1421.

## Personnalités liées à la commune
- Bruno (mort en 1228), évêque de Misnie.